# Animation Arts
Animation Arts (vollständiger Name: Animation Arts Creative GmbH) ist ein deutscher Spieleentwickler.

## Geschichte
Die Firma wurde 2003 im sachsen-anhaltischen Naumburg gegründet; später zog sie nach Halle (Saale). Gründer und Geschäftsführer Marco Zeugner war zuvor als Grafiker beim Spieleentwickler Ascaron tätig gewesen.
Das erste Spiel der Firma war Geheimakte Tunguska, ein Point-and-Click-Adventure. Bei der Produktion hatte Animation Arts mit einem weiteren Studio zusammengearbeitet: Die Firma Fusionsphere Systems aus dem bayrischen Aichach hatte die Game-Engine des Spiels entwickelt, Animation Arts entwarf die Story und die Grafiken und führte das Scripting durch. Für das Erstlingswerk wurde mit Koch Media ein Publisher gefunden, der im Laufe der Jahre auch die meisten anderen Animation-Arts-Spiele vertrieb. Weitere Spiele wurden grob im Abstand von zwei Jahren veröffentlicht.
Ab 2011 arbeitete die Firma an einem Adventure im Episodenformat mit dem Arbeitstitel Columbus 4. Zu einer Veröffentlichung der geplanten fünf Episoden kam es nie.
Die Adventures der Firma gehören zu den meistverkauften Adventures im deutschsprachigen Raum. Sie basieren alle auf der Geheimakte-Tunguska-Engine, die von Spiel zu Spiel weiterentwickelt wurde. Vereinzelt arbeitet Animation Arts bei der Produktion von Spielen mit anderen Firmen zusammen, so wurden Teile des Skripts zu Geheimakte 3 von Stefan Holtz und der Münchner Filmproduktionsgesellschaft Neos Film entwickelt. Die Animation-Arts-Spiele werden für Personal Computer entwickelt. Ab 2008 wurden die Spiele für die Handheld-Konsole Nintendo DS und die Spielkonsole Nintendo Wii portiert, ab 2014 für mobile Endgeräte mit den Betriebssystemen Android und iOS und ab 2018 für die Handheld-Konsole Nintendo Switch. Die Firma lokalisiert ihre Spiele nicht, sondern entwickelt sie parallel mehrsprachig.
Geschäftsführer Marco Zeugner ist seit 2018 parallel an der Hochschule Merseburg als Professor für Multimediale Sachkommunikation tätig.

## Veröffentlichte Spiele (Auswahl)
| Jahr | Titel                                        | Genre           | Systeme                                                         |
| ---- | -------------------------------------------- | --------------- | --------------------------------------------------------------- |
| 2006 | Geheimakte Tunguska                          | Adventure       | Android, iOS, Nintendo DS, Nintendo Switch, Wii, Wii U, Windows |
| 2009 | Geheimakte 2: Puritas Cordis                 | Adventure       | iOS, Nintendo DS, Wii, Windows                                  |
| 2010 | Lost Horizon                                 | Adventure       | Android, iOS, Nintendo Switch, Windows                          |
| 2012 | Geheimakte 3                                 | Adventure       | Android, iOS, Nintendo Switch, Windows                          |
| 2013 | Geheimakte Sam Peters                        | Adventure       | Android, iOS, Nintendo Switch, Windows                          |
| 2015 | Lost Horizon 2                               | Adventure       | Nintendo Switch, Windows                                        |
| 2016 | Preston Sterling and the Legend of Excalibur | Adventure       | Android, iOS, Nintendo Switch, Wii U, Windows                   |
| 2016 | Euro 2016 Manager                            | Fußball-Manager | Android                                                         |
| 2023 | Monolith                                     | Adventure       | Linux, Windows                                                  |